# Aglaonema vittatum
Aglaonema vittatum là một loài thực vật có hoa trong họ Ráy (Araceae). Loài này được Ridl. ex Engl. mô tả khoa học đầu tiên năm 1915.